# Giuliano de' Medici (1453-1478)
Giulio de' Medici (1453 - 26 aprilie 1478) a fost al doilea fiu al lui Piero di Cosimo de' Medici (Piero Gutosul) și a Lucreziei Tornabuoni. În calitate de co-conducător al Florenței, împreună cu fratele său Lorenzo de' Medici, a completat imaginea fratelui său ca susținător al artelor, cu propria sa imagine.
A fost victima complotului pus la cale de Pazzi și de susținătorii lor, fiind asasinat duminică, 26 aprilie 1478, în Domul din Florența, Santa Maria del Fiore. A fost înjunghiat de 19 ori de către Francesco de' Pazzi și Bernardo Baroncelli.
Giuliano a avut un fiu nelegitim conceput cu amanta sa, Fioretta Gorini, care a devenit mai târziu Papa Clement al VII-lea.
1. ↑  Union List of Artist Names, 6 ianuarie 2015, accesat în 21 mai 2021